# Maria de Borbó-Condé
Maria de Borbó-Condé (en francès Marie de Bourbon-Condé) va néixer a París el 3 de maig de 1606 i va morir a la mateixa capital francesa el 3 de juny de 1692. Era una noble francesa, la segona filla del comte Carles de Borbó-Soissons (1566-1612) i d'Ana de Montafiè (1577-1644). El 1641 va heretar del seu germà Lluís de Borbó-Soissons, el títol de comtessa de Soissons; i a través del seu casament va esdevenir princesa de Carignan.

## Matrimoni i fills
El 14 d'abril de 1625 es va casar a París amb Tomàs de Savoia-Carignan (1596-1656), fill del duc de Savoia Carles Manuel I (1562-1630) i de Caterina Micaela d'Habsburg (1567-1597). El matrimoni va tenir set fills:
- Cristina Carlota, nascuda i morta el 1626.
- Lluïsa Cristina (1627-1689), casada amb Ferran Maximilià de Baden-Baden (1625-1669).
- Manuel Filibert (1628-1709), casat amb Angèlica Caterina d'Este (1656-1722).
- Amadea, nascuda i morta el 1629.
- Josep Manuel (1631-1656).
- Ferran (1633-1637).
- Eugeni Maurici (1636 – 1673), casat amb Olímpia Mancini (1639-1708).